# الطاهر الحاج علي
الطاهر الحاج علي ولد في 1955، هو سياسي تونسي.

## السيرة الذاتية
شغل منصب رئيس مدير عام الخطوط التونسية. عين وزيرا للنقل في حكومة حامد القروي بين 9 يونيو 1992 و1 يونيو 1994.

## التتبعات القضائية
بعد الثورة التونسية، تم توقيف الطاهر الحاج علي في قضية فساد، ولكن أطلق سراحه في 18 يونيو 2012.